# حيدر الجيزاني
حيدر الجيزاني لاعب كرة قدم سعودي ، يلعب في خط الوسط گ محور هجومي وصانع ألعاب وظهير ايسر وكذالك يلعب جناح ايمن وايسر يلعب حالياً في نادي عفيف.

## مسيرة اللاعب
لعب سابقاً في الفئات السنية في نادي الوحدة و نادي الحجاز و نادي طويق و نادي عفيف.